# 굴국밥

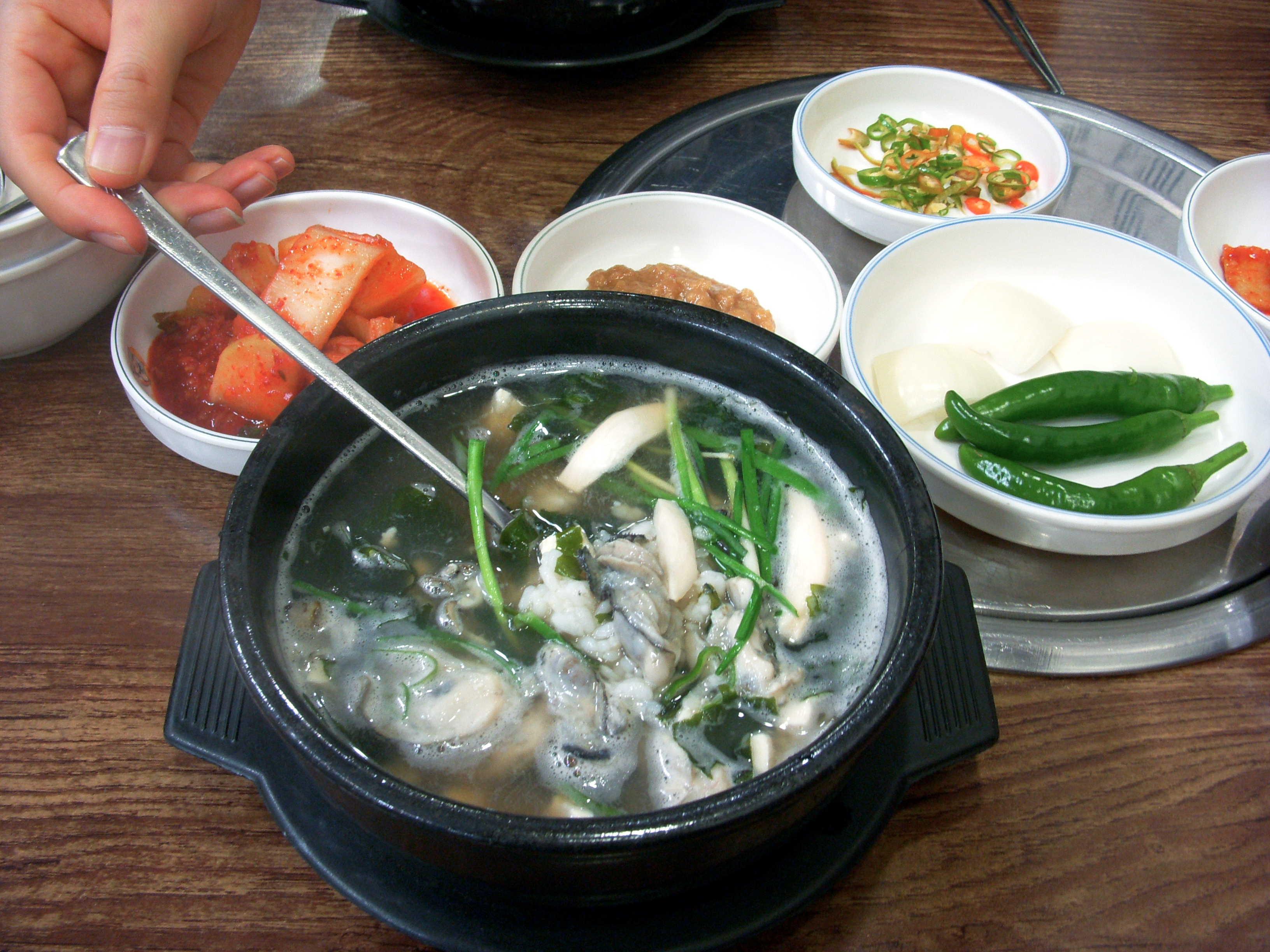
굴국밥

굴국밥은 굴을 주재료로 하는 국밥의 일종이다. 무, 두부, 양파, 멸치, 버섯 등의 각종 재료를 이용하여 만드는 한국 요리이다. 국에 밥을 말아 먹는 국밥요리 중 하나로, 흔히 해장국이나 보양식의 일종으로 여겨진다.

## 같이 보기
- 해장국
- 육개장